# Hrabstwo Pottawatomie (Kansas)

Piramida wieku hrabstwa

Hrabstwo Pottawatomie – hrabstwo położone w USA w stanie Kansas z siedzibą w mieście Westmoreland. Założone 20 lutego 1857 roku.

## Miasta
- Wamego
- St. Marys
- Onaga
- Westmoreland
- St. George
- Emmett
- Belvue
- Louisville
- Olsburg
- Havensville
- Wheaton
- Manhattan

## Sąsiednie Hrabstwa
- Hrabstwo Marshall
- Hrabstwo Nemaha
- Hrabstwo Jackson
- Hrabstwo Shawnee
- Hrabstwo Wabaunsee
- Hrabstwo Riley